# Novohorus suffuscus
Novohorus suffuscus är en spindeldjursart som beskrevs av Clarence Clayton Hoff 1945. Novohorus suffuscus ingår i släktet Novohorus och familjen Olpiidae. Inga underarter finns listade i Catalogue of Life.